# Zygoballus concolor
Zygoballus concolor är en spindelart som beskrevs av Bryant 1940. Zygoballus concolor ingår i släktet Zygoballus och familjen hoppspindlar. Inga underarter finns listade i Catalogue of Life.

## Bildgalleri

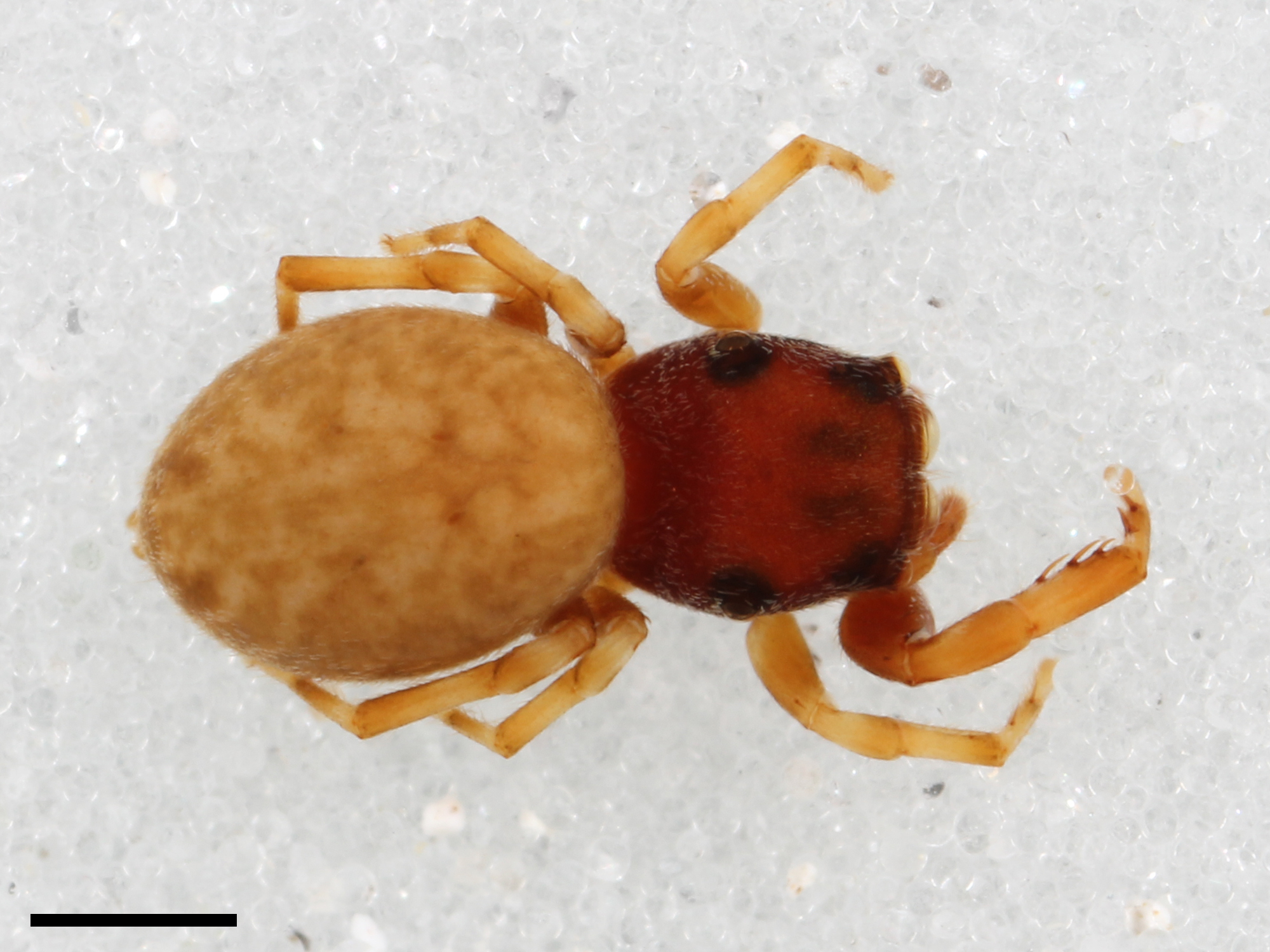
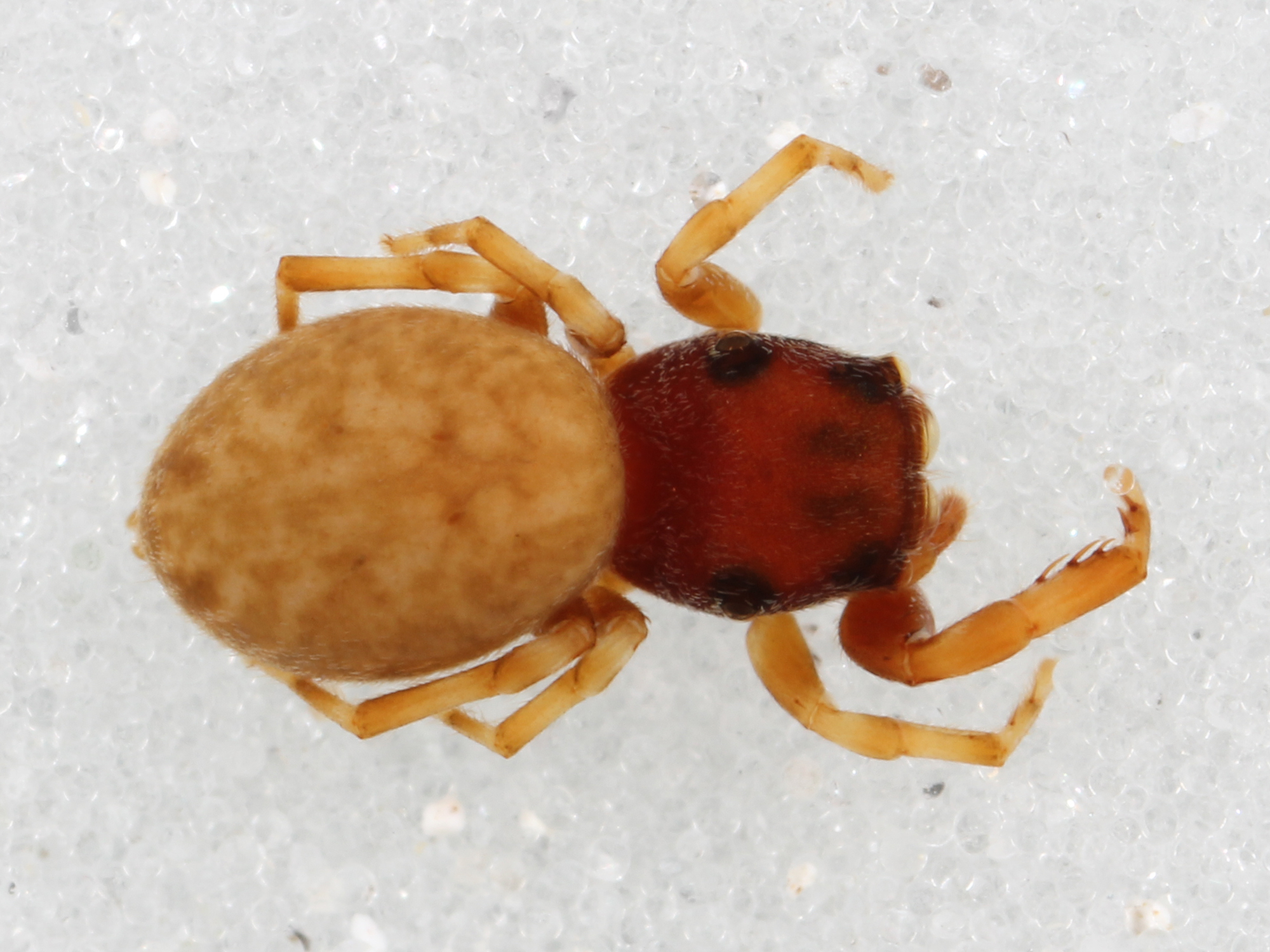
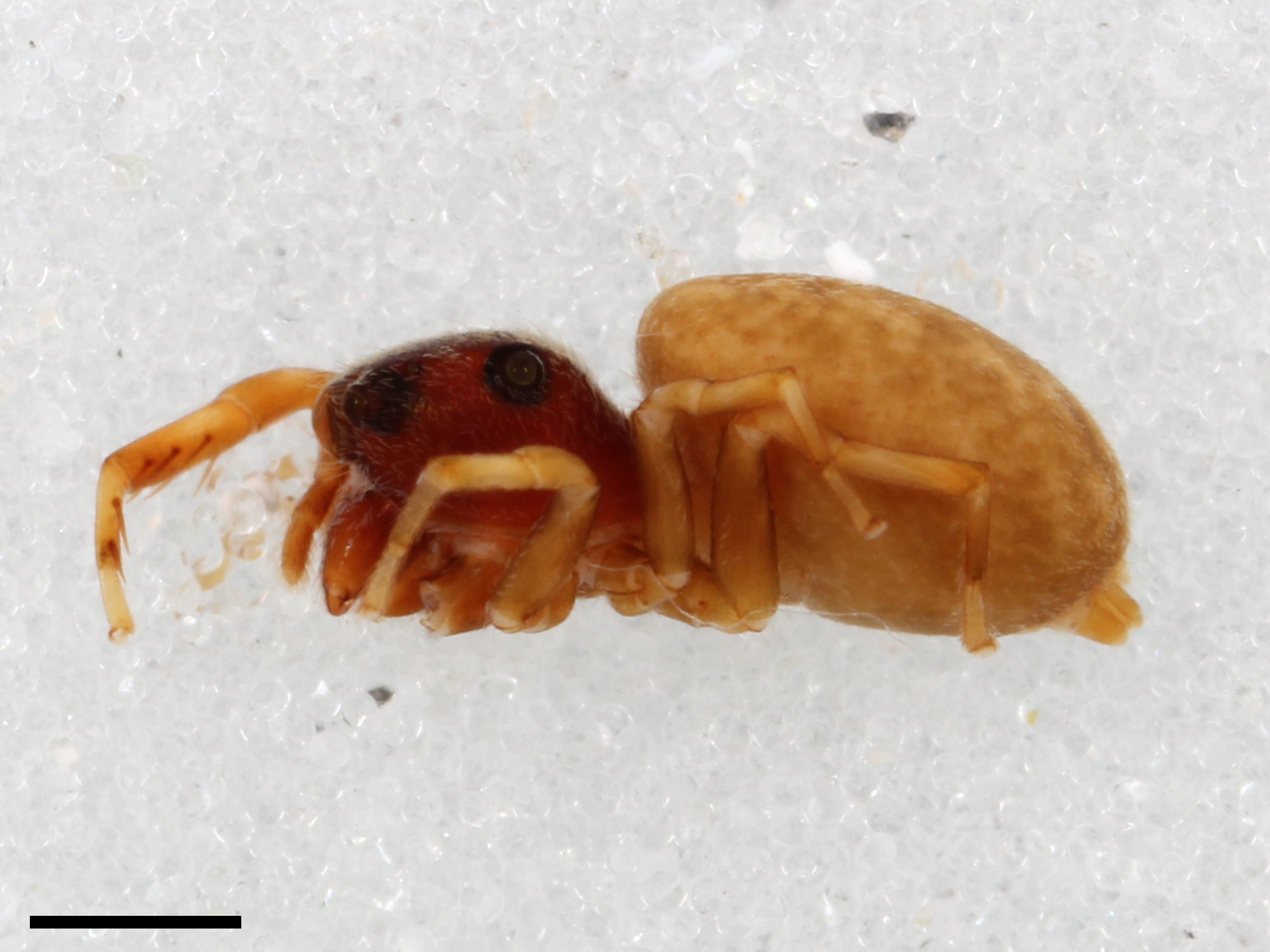
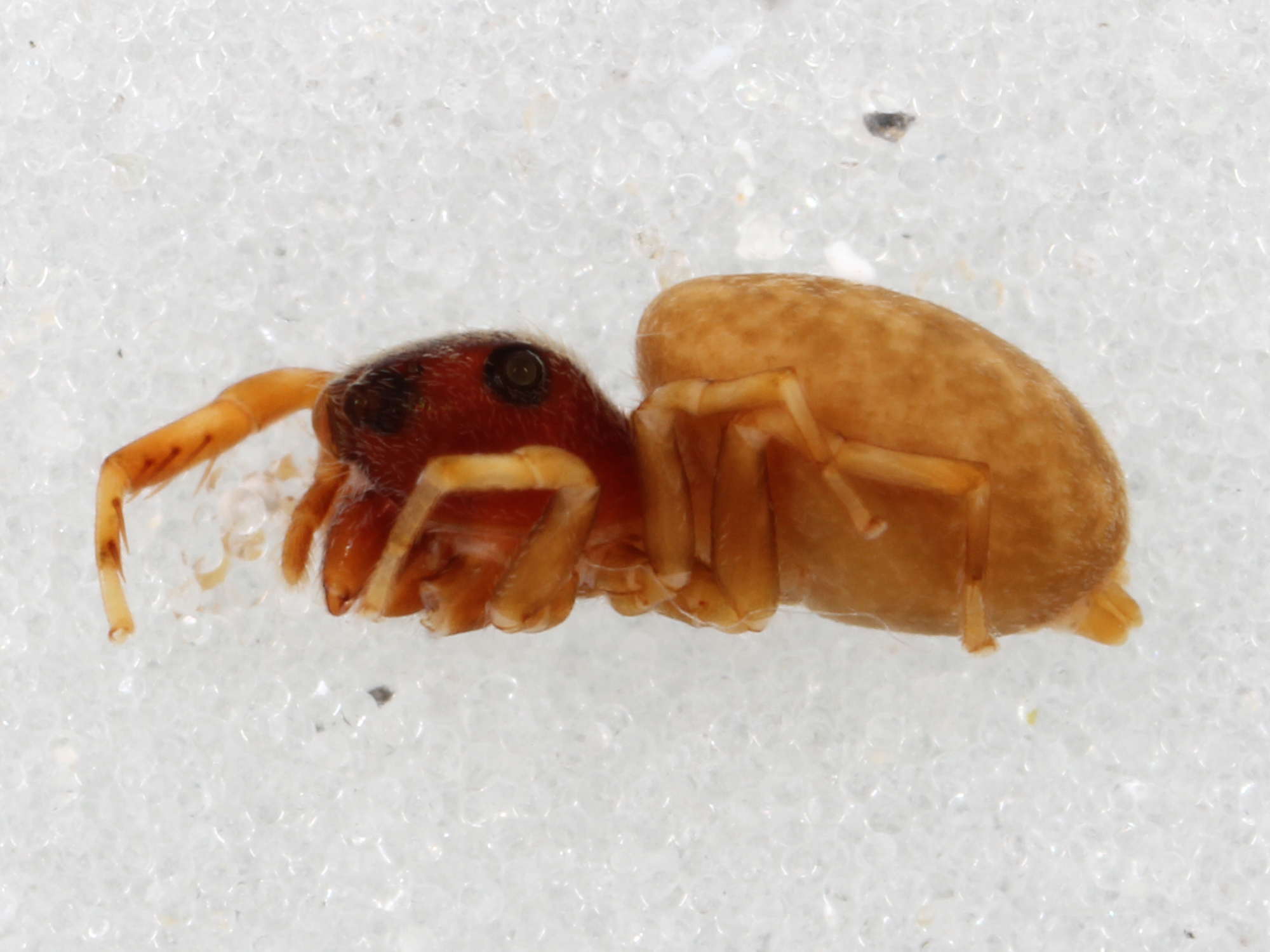
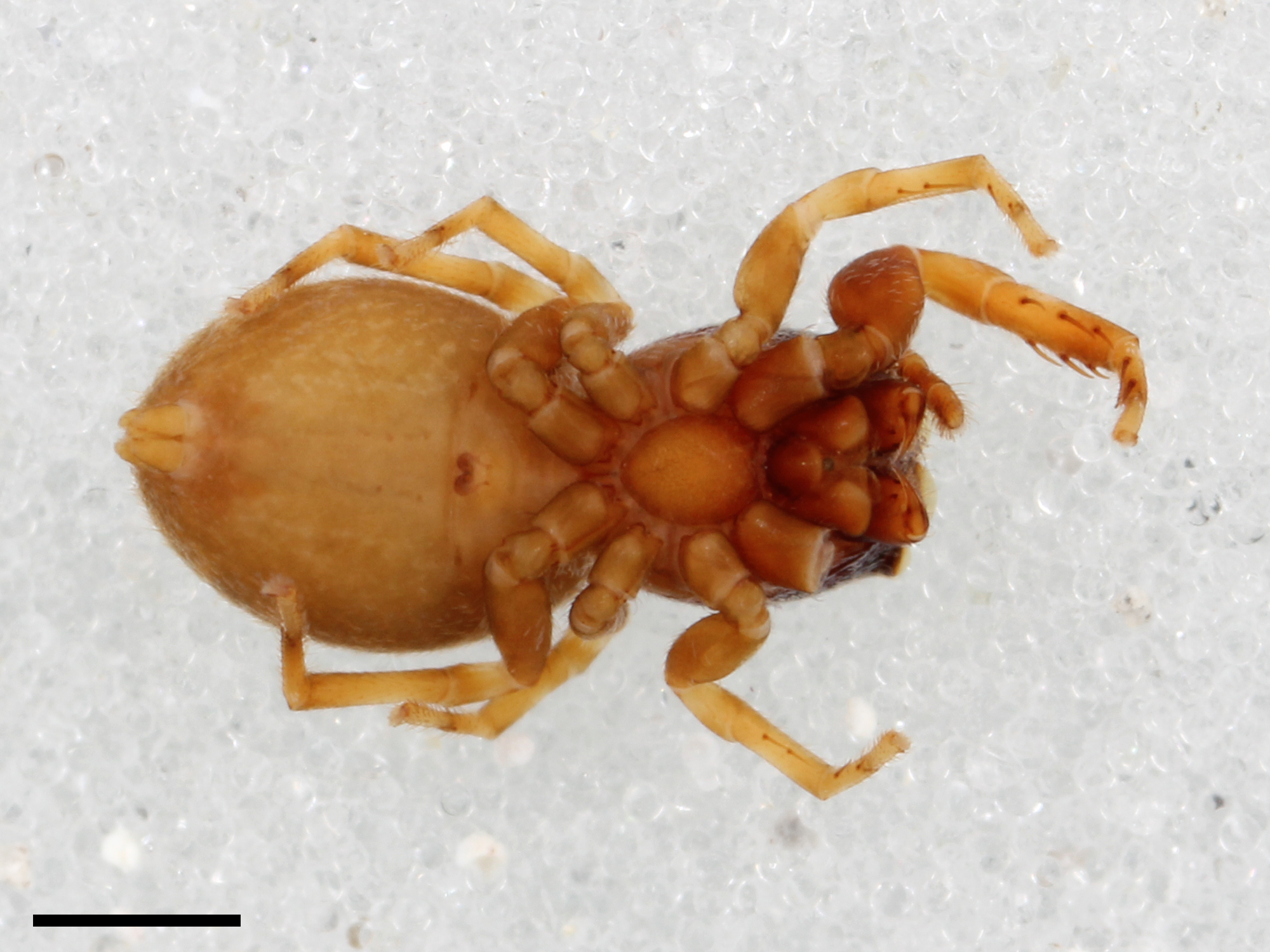
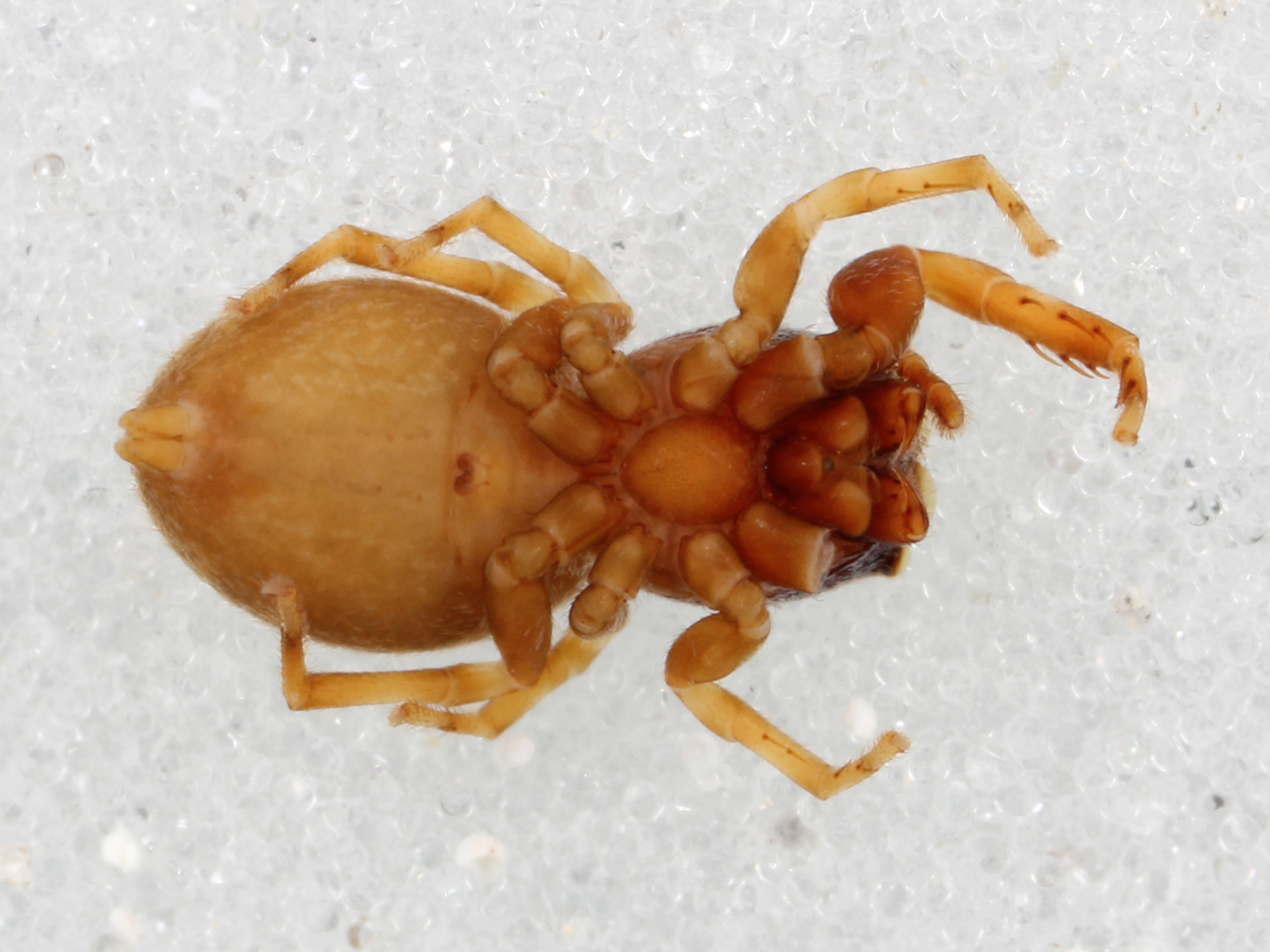